# Pseudolimnophila (Pseudolimnophila) projecta
Pseudolimnophila (Pseudolimnophila) projecta is een tweevleugelige uit de familie steltmuggen (Limoniidae). De soort komt voor in het Oriëntaals gebied.